# Piero Drogo
Piero Drogo (8 d'agost del 1926, Vignale Monferrato, província d'Alessandria - 28 d'abril del 1973, Bolonya) va ser un pilot de curses automobilístiques italià que va arribar a disputar curses de Fórmula 1. Va debutar a la novena i penúltima cursa de la temporada 1960 (l'onzena temporada de la història) del campionat del món de la Fórmula 1, disputant el 4 de setembre el Gran Premi d'Itàlia del 1960 al Circuit de Monza. Piero Drogo va participar en una única prova puntuable pel campionat de la F1, aconseguint finalitzar la cursa en vuitena posició i no assolí cap punt pel campionat del món de pilots. Morí en un accident de trànsit.

## Resultats a la Fórmula 1
| Any  | Equip            | Xassís | Motor  | 1   | 2   | 3   | 4   | 5   | 6   | 7   | 8   | 9     | 10  | Posició | Punts |
| ---- | ---------------- | ------ | ------ | --- | --- | --- | --- | --- | --- | --- | --- | ----- | --- | ------- | ----- |
| 1960 | Scuderia Colonia | Cooper | Climax | ARG | MON | 500 | HOL | BEL | FRA | GBR | POR | ITA 8 | USA | -       | 0     |

### Resum
| Curses: | Victòries: | Pòdiums: | Poles: | Voltes ràpides: | Punts: |
| ------- | ---------- | -------- | ------ | --------------- | ------ |
| 1       | 0          | 0        | 0      | 0               | 0      |